# Leopoldoff L-7 Colibri
Il Leopoldoff L.7 Colibri è un aereo da addestramento e turismo, biplano, derivato da precedente L.3 Colibri, sviluppato dall'azienda aeronautica francese Société des Avions Leopoldoff dopo la fine della seconda guerra mondiale e prodotto in serie.

## Storia del progetto

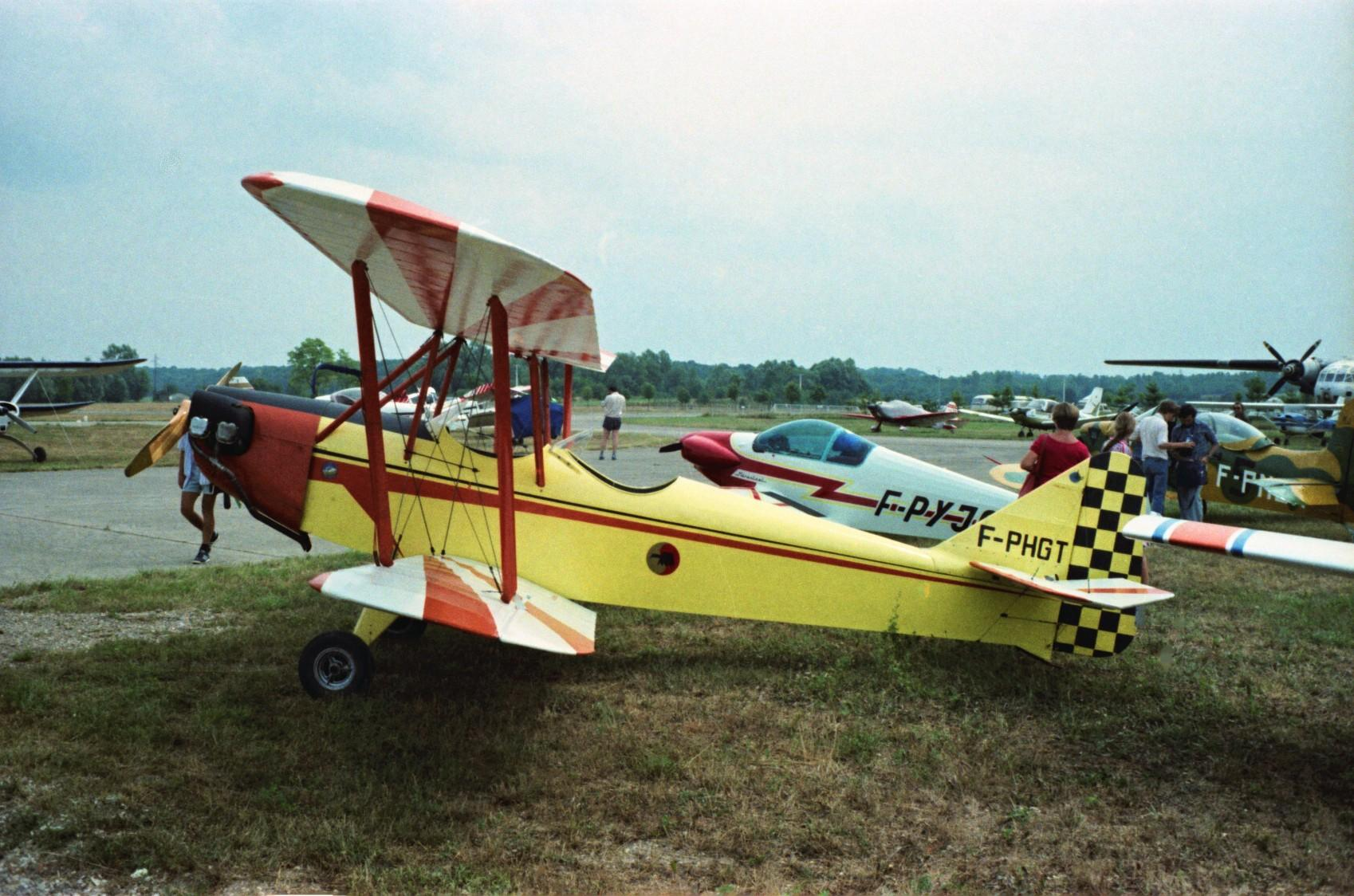
Il Leopoldoff L 55 matricola F-PHGT del 1956.

Dopo la fine della seconda guerra mondiale il signor Lev Leopoldoff,  proprietario della Societe des Avions Leopoldoff, riprese la produzione del precedente modello di aereo da turismo L.3 Colibri, dotandolo di ulteriori migliorie e propulsori di origine americana.  La produzione dei primi sei Colibri fu intrapresa dalla Société des Constructions Aéronautiques du Maroc in Marocco, ricevendo la loro designazione CAM-1.

## Descrizione tecnica
L' L-7 Colibrì era un biplano, monomotore, di costruzione mista. La propulsione era affidata a un motore a cilindri contrapposti Continental C-90-12F4 a cilindri raffreddati ad aria, erogante la potenza di 90 CV, ed azionante un'elica bipala lignea Sensenich W72CK. Il rapporto peso:potenza era pari a 0,13 kW/kg.

## Impiego operativo
Dopo gli esemplari realizzati in Marocco, la produzione riprese in Francia presso la Leopoldoff, la SCANOR (Société de Construction Aéronautique du Nord), e in kit di montaggio da realizzarsi a casa. La produzione totale dei due modelli, L.3 e L.7 raggiunse i 125 esemplari.   Il 3 luglio 1948 uno dei CAM-1 nell'ambito di una manifestazione aeronautica organizzata dalla Federazione Aeronautica del Marocco, completò con successo un percorso di 600 km. Il Leopoldoff CAM-1 (alimentato da un radiale Salmson) atterrò sull'aeroporto di Rabat, dove l'equipaggio composto dal dott. Saugnes e da M.J. Rousseau vennero accolti dal residente generale francese in Marocco, generale Juin, e dal principe Moulay Hassan.
Ancora nel 2011 tre Colibrì volavano in Francia e altri due nel Regno Unito.

## Versioni
- CAM-1: sei esemplari prodotti in Marocco dalla Société des Constructions Aéronautiques du Maroc.
- L.53: versione dotata di motore Minié 4.DC.32 da 75 hp (56 kW).
- L.55: versione dotata di motore Continental C-90-12F4 da 90 hp (67 kW).
- L.6: versione dotata di motore Minié 4.DF.28 Horus.
- L.7: versione dotata di motore Continental A65-8S.

## Utilizzatori
Francia

### Annotazioni
1. ↑  Nato a Saratov, Russia, nel 1898, deceduto a Parigi, Francia, nel 1957.

### Fonti
1. 1 2  Simpson 2001, p. 324.
2. ↑  Aviafrance.
3. 1 2 3  Aircraft Photos.
4. 1 2 3  Shortfinals.